# Aigueblanche
Aigueblanche is een plaats en voormalige gemeente in het Franse departement Savoie (regio Auvergne-Rhône-Alpes) en telt 3050 inwoners (2008). De plaats maakt deel uit van het arrondissement Albertville. Aigueblanche is op 1 januari 2019 gefuseerd met de gemeenten Le Bois en Saint-Oyen tot de gemeente Grand-Aigueblanche. 

## Geschiedenis
Peter van Aigueblanche (of Peter van Aquablanca; overleden op 27 november 1268) was een middeleeuwse bisschop van Hereford. Als edelman uit Savoie kwam hij naar Engeland als onderdeel van het gezelschap dat koning Hendrik III's bruid Eleonora van Provence vergezelde. Hij trad in dienst van de koning en werd bisschop in 1241. Hij diende de koning vervolgens een aantal jaren als diplomaat en hielp bij het regelen van het huwelijk van Eduard I. Peter raakte verwikkeld in de pogingen van koning Hendrik om het koninkrijk Sicilië te verwerven, en Peters pogingen om geld in te zamelen voor dat doel werden veroordeeld door de geestelijkheid en baronnen van Engeland. Toen de baronnen in de late jaren 1250 en vroege jaren 1260 in opstand kwamen tegen koning Hendrik, werd Peter aangevallen en werden zijn landerijen en eigendommen geplunderd. Hij werd in 1263 kort gearresteerd door de baronnen, voordat na de Slag bij Evesham zijn landerijen grotendeels werden teruggegeven.

## Geografie
De oppervlakte van Aigueblanche bedraagt 19,7 km², de bevolkingsdichtheid is 155,1 inwoners per km². Aigueblanche is gelegen aan de Isère.
De onderstaande kaart toont de ligging van Aigueblanche met de belangrijkste infrastructuur en aangrenzende gemeenten.

## Demografie
Onderstaande figuur toont het verloop van het inwonertal (bron: INSEE-tellingen).